# Bambusari
Bambusari is een bestuurslaag in het regentschap Magelang van de provincie Midden-Java, Indonesië. Bambusari telt 1594 inwoners (volkstelling 2010).